# Classe Blekinge
La classe Blekinge est une classe de sous-marins destinée à la Marine royale suédoise, du type Oceanic de la gamme A26 développée par le constructeur Kockums, entreprise publique suédoise passée sous pavillon allemand en 1999, puis reprise en 2014 par Saab.
Initialement prévu au début des années 1990, le projet s'appelait « U-båt 2000 » et devait être prêt à la fin des années 1990 ou au début des années 2000. Avec la fin de la guerre froide et de la menace soviétique, le projet est resté en sommeil. Au milieu des années 2000, le projet est relancé devant le besoin de remplacer les sous-marins de classe Södermanland.
À l'origine, les pays scandinaves avaient l'intention de collaborer sur une classe commune de sous-marins, mais le projet n'a pas abouti.

## Caractéristiques
La classe Blekinge est pensée comme une amélioration de la classe Gotland qui sera considérée comme obsolète vers 2015-2017 selon Per Skantz, coordinateur du développement au siège de Marine à Stockholm. Le sous-marin doit déplacer 2 100 tonnes pour un équipage de 17 à 31 hommes. Il ne doit pas coûter plus cher que la classe Gotland actuelle (environ 1,5 milliard de SEK). Il doit avoir une capacité de haute-mer, ce qui manquait aux anciens sous-marins suédois. Il est équipé de la propulsion Stirling AIP modifiée et de la technologie GHOST (Genuine HOlistic STealth), rendant le sous-marin extrêmement silencieux. Il est conçu pour résister à des explosions sous-marines et pour « lancer et récupérer des véhicules » grâce à ses tubes lance-torpilles. Il est équipé d'un sonar et de périscopes optroniques fournis par Safran.
Il existe trois variantes du sous-marin : pélagique (50 m - 1 000 t), océanique (65 m - 2 100 t) et océanique à portée étendue (80 m - 3000 t). Les sous-marins de classe Blekinge (variante océanique) sont équipés de 18 cellules de lancement verticales pour missiles de croisière Tomahawk.
Il est armé de quatre tubes lance-torpilles et d'un tube d'1,5 m situé à l'avant permettant la sortie d'un drone sous-marin ou de huit plongeurs des forces spéciales simultanément,.

### Furtivité
L'intérieur du sous-marin dispose de plaques de réduction de bruit, les tuyaux et câbles sont conçus pour le minimiser. La forme de la coque est étudiée pour minimiser le bruit causé par l'écoulement de l'eau.

### Propulsion
Le sous-marin est propulsé par un moteur Stirling, qui est plus efficace et a une signature acoustique et infrarouge beaucoup plus faible. Il consomme de l'oxygène liquide et du diesel.

## Commandes
La marine royale suédoise commande en mars 2015 deux sous-marins qui doivent être livrés au plus tard en 2022. La construction du premier modèle débute en 2017 et la quille est posée le 30 juin 2022.
Mais ils sont victimes de retards et de surcoûts. En 2021, une rallonge de 510 millions doit être ajoutée à la commande initiale de 820 millions d’euros et la livraison n'est pas attendue avant 2027. En 2025, ils ne sont plus espérés avant 2031 ou 2035 et le budget est en cours de renégociation.

## Unités
| Nom          | Pose de la quille | Lancement | Livraison              | Commissionné | Service | Statut          | Blason |
| ------------ | ----------------- | --------- | ---------------------- | ------------ | ------- | --------------- | ------ |
| HMS Blekinge | 30 juin 2022      |           | Prévue d'ici 2031-2035 |              |         | En construction |        |
| HMS Scanie   |                   |           | Prévue d'ici 2031-2035 |              |         | En construction |        |

## Commercial

### Prospections en cours
- Grèce : en 2025, la Grèce commence des discussions avec les principaux constructeurs de sous-marins européens, pour l'achat de 4 nouveaux sous-marins capables de compenser l'écart capacitaire avec la Turquie. Les premières consultations évaluent la classe Blekinge, les types 214 et 209NG de TKMS ainsi que le Scorpène et une version dérivée du Barracuda de Naval Group[16].

### Échecs de vente
- Australie : le A26 a été en compétition dans l'appel d'offre pour la  classe Attack, face au S-80 de Navantia, au type 216 de HDW, et surtout la classe Sōryū de Mitsubishi et Kawasaki[17] et le Shortfin Barracuda de Naval Group. C'est le Shortfin Barracuda qui gagne la compétition en 2016[18]… avant d'être brutalement évincé du projet.
- Pays-Bas : finaliste dans la compétition pour la fourniture de la classe Orka, face au type 212 CD et au Blacksword  Barracuda, la proposition suédoise avec le C718, une version agrandie du A26, est éliminée en 2024 au profit du Blacksword Barracuda[19].